# Historia Żydów we Władysławowie
Historia Żydów we Władysławowie – gmina żydowska we Władysławowie powstała w XVI wieku. W 1800 w mieście żyło 108 Żydów, stanowiących 14% ogółu mieszkańców. Sto lat później stanowili oni już 30% liczby ludności. W 1939 mieszkało tu 56 rodzin żydowskich (około 280 osób).
Na przełomie 1942 i 1943 Niemcy wywieźli wszystkich Żydów z okolic Władysławowa (około 500 osób) do ośrodka zagłady w Chełmnie.

## Cmentarz
Cmentarz żydowski został założony w XVIII wieku, na terenie pobliskiej wsi Russocice. Ostatni znany pochówek odbył się w 1945. Podczas II wojny światowej Niemcy zdewastowali cmentarz.
Na powierzchni 0,5 hektara zachowały się 2 nagrobki wykonane z piaskowca. Widnieją na nich inskrypcje w języku hebrajskim.